# Исламов, Султан Адланович
Султа́н Адла́нович Исла́мов (род. 14 февраля 1965, Хиди-Хутор, Чечено-Ингушская АССР) — чеченский российский артист театра, эстрады и кино.

## Биография
Родился 14 февраля 1965 года в поселке Хиди-Хутор Ножай-Юртовского района. У него четыре брата и четыре сестры. С детства увлекался кино, активно участвовал в школьной самодеятельности, выступал в сельском Доме культуры.
Сразу после школы подал документы во все театральные вузы Москвы и ни в один не поступил. До призыва в армию сделал ещё одну безуспешную попытку поступить в столичный вуз.
Во время службы снялся в фильме «Мир вашему дому» студии «Таджикфильм» в эпизодической роли красноармейца.
После окончания службы ещё трижды безуспешно пытался поступить в московские театральные вузы. Тогда он поступил в институт культуры имени Турсун-заде в Таджикистане. Но через полгода бросил вуз и вернулся домой. На родине работал пионервожатым в школе, художественным руководителем в Доме культуры, рабочим на ферме.
В 1989 году в Чечено-Ингушском государственном университете открылась театральная студия. Исламов стал студентом театральной студии Мималта Солцаева. После окончания университета работал в Грозненском драматическом театре. Начал выступать на эстраде в качестве конферансье, исполнителя песен и юмористических миниатюр.
Стал широко известен в республике после того, как в 1993 году на телеэкраны республики начала выходить сатирическая передача «Хапар-Чупар», в которой он был одним из двух главных действующих лиц. Его напарником был Хож-Бауддин Исраилов. В 1998 году был вынужден уйти из театра, потому что не мог совмещать работу в нём с работой на телевидении.
С 2000 года живёт в Москве, ведёт концерты вайнахской эстрады. Эпизодически снимается в кино. Стал известен в России после того, как снялся в одной из главных ролей в фильме Андрея Кончаловского «Дом дураков». Поступил во ВГИК на высшие режиссёрские курсы.
С ансамблем песни и танца «Ловзар» в 2001 году представлял Чеченскую Республику на международном фестивале «Славянский базар».

## Фильмография
- Нежные встречи — бизнесмен;
- Мятежные души (Финляндия) — политзаключённый офицер;
- Дом дураков (2002) — Ахмед;
- Мёртвое поле (2006);
- «Садовник» (2012);
- «Эхо выстрела» — 2017;